# Liste deutschsprachiger Auslandshörfunksendungen
Die Liste deutschsprachiger Auslandshörfunksendungen nennt Veranstalter von Hörfunk mit deutschsprachigen Sendungen für das Ausland (vgl. Auslandsrundfunk), primär geordnet nach den deutschen Namen der Herkunftsländer. Erste derartige Sendungen gab es Ende der 1920er-Jahre; seit den 1990er-Jahren ist ihre Zahl rückläufig. Zum deutschsprachigen Inlandshörfunk außerhalb des deutschen Sprachgebiets siehe Deutschsprachige Auslandsmedien #Hörfunk.
| Land                   | ITU-Code | Programmname (Abkürzungen nach Schrägstrich, ehemalige/alternative Namen in Klammern)           | Beginn     | Ende / Link                            |
| ---------------------- | -------- | ----------------------------------------------------------------------------------------------- | ---------- | -------------------------------------- |
| Ägypten                | EGY      | Radio Kairo                                                                                     | 1958       | Europa-Programm; Überseedienst 1, 2, 8 |
| Afghanistan            | AFG      | Radio Afghanistan                                                                               | 1962       | 1991                                   |
| Albanien               | ALB      | Radio Tirana                                                                                    | 1952/64    | rti.rtsh.al                            |
| Argentinien            | ARG      | Radiodifusión Argentina al Exterior/RAE (Servicio Internacional de la República Argentina/SIRA) | 1949?/58   | 2024                                   |
| Armenien               | ARM      | Öffentliches Radio Armeniens (Radio Jerewan, Stimme Armeniens)                                  | 1994       | 2016                                   |
| Belarus                | BLR      | Radio Belarus (Radio Minsk)                                                                     | 1985       | radiobelarus.by                        |
| Belgien                | BEL      | Belgischer Rundfunk/BRF via RTBF                                                                | 1982       | 1980?                                  |
| Belgien                | BEL      | Radio Vlaanderen Internationaal/RVI (BRT)                                                       | 1986       | 2005                                   |
| Brasilien              | B        | Rádio Nacional do Brasil                                                                        | 1973       | 1999                                   |
| Bulgarien              | BUL      | Radio Bulgarien (Radio Sofia)                                                                   | 1937 2021  | 2017 bnr.bg/de                         |
| Chile                  | CHL      | Stimme Chiles                                                                                   | 1974?      | 1970?                                  |
| VR China               | CHN      | Radio China International/CRI (Radio Peking)                                                    | 1960       | 2021 (nur noch Musik)                  |
| Deutschland            | D        | Deutscher Kurzwellensender (Weltrundfunksender)                                                 | 1929       | 1945                                   |
| Deutschland            | D        | Deutsche Welle/DW                                                                               | 1953       | 2011                                   |
| DDR                    | DDR      | Radio Berlin International/RBI                                                                  | 1959       | 1990                                   |
| Ecuador                | EQA      | Radio HCJB, christlich                                                                          | 1953       | 2016                                   |
| Finnland               | FIN      | Radio Finnland                                                                                  | 1985       | 2002                                   |
| Frankreich             | F        | Radio France Internationale/RFI                                                                 | 1945       | 2009                                   |
| Georgien               | GEO      | Radio Georgien                                                                                  | 1991       | 2005                                   |
| Griechenland           | GRC      | Stimme Griechenlands (Radio Athen)                                                              | 1968       | 2013                                   |
| Indonesien             | INS      | Stimme Indonesiens                                                                              | 1974       | voinews.id                             |
| Irak                   | IRQ      | Radio Baghdad                                                                                   | 1958/83    | 1990?                                  |
| Iran                   | IRN      | Stimme der Islamischen Republik Iran (Radio Teheran)                                            | 1939/51/68 | parstoday.ir                           |
| Italien                | I        | Radiotelevisione Italiana/Rai (EIAR)                                                            | 1935       | 2007                                   |
| Italien                | I        | Stimme der Hoffnung via Adventist World Radio/AWR Forlì, christlich                             | 1985       | 2001                                   |
| Japan                  | J        | Radio Japan [Sprecher: Friedrich Greil]                                                         | 1937       | 2007                                   |
| Kanada                 | CAN      | Radio Canada International/RCI                                                                  | 1945       | 1991                                   |
| Kasachstan             | KAZ      | Radio Kasachstan (Radio Alma Ata)                                                               | 1957       | qazradio.fm                            |
| Nordkorea              | KRE      | Stimme Koreas (Radio Pyöngyang)                                                                 | 1983       | vok.rep.kp                             |
| Südkorea               | KOR      | KBS World (Radio Korea)                                                                         | 1981       | kbs.co.kr                              |
| Kroatien               | HRV      | Stimme Kroatiens                                                                                | 2003?      | hrt.hr                                 |
| Lettland               | LVA      | Radio Riga                                                                                      | 1990?      | 1990?                                  |
| Malta                  | MLT      | Voice of the Mediterranean/VOM                                                                  | 1995       | 2003                                   |
| Mexiko                 | MEX      | Radio Mexiko/XERMX                                                                              | 1969?      | 1986?                                  |
| Monaco                 | MCO      | ERF via Trans World Radio, christlich                                                           | 1961       | 2007                                   |
| Nigeria                | NIG      | Voice of Nigeria/VON                                                                            | 1960?      | 1989?                                  |
| Österreich             | AUT      | Radio Österreich International/RÖI (Kurzwellendienst, Österreich auf Kurzwelle)                 | 1955       | 2003/2024                              |
| Polen                  | POL      | Polskie Radio (Radio Polonia)                                                                   | 1950 2016  | 2014 polskieradio.pl                   |
| Portugal               | POR      | Radio Portugal                                                                                  | 1964       | 1988                                   |
| Rumänien               | ROU      | Radio Rumänien International/RRI (Radio Bukarest)                                               | 1941       | rri.ro                                 |
| Russland               | RUS      | SNA-Radio (Radio Moskau, Stimme Russlands)                                                      | 1929 2014  | 2022                                   |
| Schweden               | S        | Radio Schweden                                                                                  | 1952       | 2008/16                                |
| Schweiz                | SUI      | Schweizer Radio International/SRI (Kurzwellendienst)                                            | 1935       | 2004                                   |
| Serbien                | SRB      | Internationales Radio Serbien (Radio Belgrad, Radio Jugoslawien, Stimme Serbiens)               | 1936/56    | 2015                                   |
| Slowakei               | SVK      | Radio Slowakei International                                                                    | 1993       | rtvs.sk                                |
| Slowenien              | SVN      | Radio SI (ehemals Radio MM2 und Radio Maribor, heute zweisprachig)                              | 1982?      | rtvslo.si                              |
| Spanien                | E        | Radio Exterior de España/REE                                                                    | 1939 1990  | 1968 2004                              |
| Südafrika              | AFS      | Radio RSA                                                                                       | 1966       | 1990                                   |
| Syrien                 | SYR      | Radio Damaskus                                                                                  | 1957/68/85 | ortas.gov.sy                           |
| Taiwan                 | -        | Radio Taiwan International/RTI (Stimme des Freien China, Radio Taipei International)            | 1986       | rti.org.tw                             |
| Thailand               | THA      | Radio Thailand                                                                                  | 1994       | 2021                                   |
| Transnistrien          | -        | Radio Pridnestrowje                                                                             | 2003       | 2013                                   |
| Tschechien             | CZE      | Radio Prag International                                                                        | 1936       | radio.cz                               |
| Türkei                 | TUR      | Stimme von Türkiye/VOT (Stimme der Türkei)                                                      | 1938       | TRT VOT World (TRT deutsch)            |
| Tunesien               | TUN      | Radio Tunis Chaîne Internationale/RTCI                                                          | 1992?      | rtci.tn                                |
| Ukraine                | UKR      | Radio Ukraine International/RUI (Radio Kiew)                                                    | 1966 2022  | 2022 2023                              |
| Ungarn                 | HNG      | Radio Budapest                                                                                  | 1938       | 2007                                   |
| Usbekistan             | UZB      | Radio Tashkent                                                                                  | 1994       | 2005                                   |
| Vatikanstadt           | CVA      | Radio Vatikan                                                                                   | 1936       | vaticannews.va                         |
| Vereinigte Staaten     | USA      | NBC (WRCA, WNBI, WNRE)                                                                          | 1939       | 1948                                   |
| Vereinigte Staaten     | USA      | CBS (WCBA, WCBC, WCBX, WCDA, WCRC)                                                              | 1941       | 1948                                   |
| Vereinigte Staaten     | USA      | Voice of America/VoA                                                                            | 1942 1991  | 1960 1993                              |
| Vereinigte Staaten     | USA      | Family Radio (WYFR), christlich                                                                 | 1974       | 2011                                   |
| Vereinigte Staaten     | USA      | Christian Science (WSHB), christlich                                                            | 1990?      | 2004?                                  |
| Vereinigtes Königreich | G        | British Broadcasting Corporation/BBC                                                            | 1938       | 1999                                   |
| Vietnam                | VTN      | Stimme Vietnams/VOV5                                                                            | 2006       | vovworld.vn                            |